# Erik Morales (bokser)
Erik Isaac Morales Elvira (Tijuana, 12 november 1967) is een Mexicaans bokser. Hij won wereldtitels in vier verschillende gewichtsklassen.
Morales, bijgenaamd El Terrible, won de WBC- en WBO-titels in het superbantamgewicht, de WBC-titel in het vedergewicht, de WBC- en IBF-titels in het supervedergewicht en de WBC-titel in het superlichtgewicht. Hij stond tegenover 19 wereldkampioenen, waarvan hij er 16 wist te verslaan. Hij verwierf met name bekendheid door de trilogie-gevechten tegen landgenoot Marco Antonio Barrera en achtvoudig kampioen Manny Pacquiao.